# روپرت جولیان
روپرت جولیان (انگلیسی: Rupert Julian؛ ۲۵ ژانویهٔ ۱۸۷۹ – ۲۷ دسامبر ۱۹۴۳) هنرپیشه، کارگردان، فیلم‌نامه‌نویس و تهیه‌کننده اهل ایالات متحده آمریکا بود. از آثار او می‌توان به شبح اپرا اشاره نمود.